# Hardystoniet

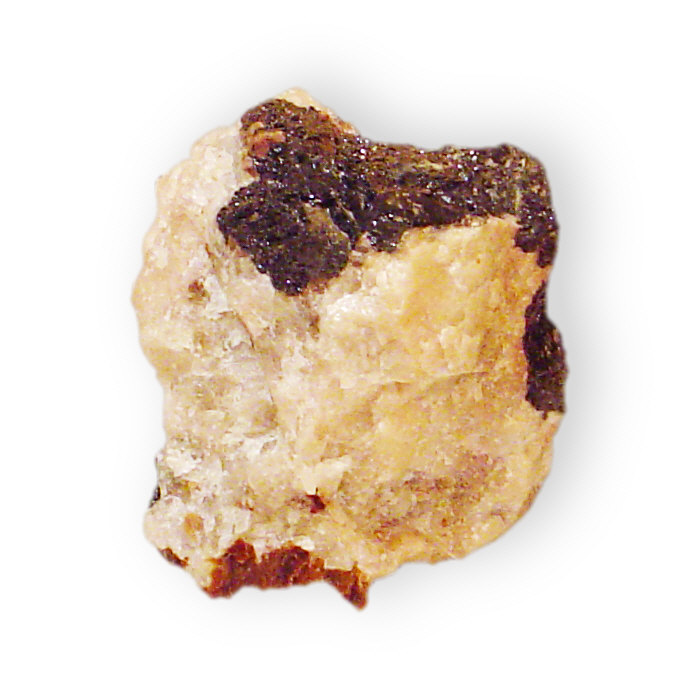
Hardystoniet - Frankliniet

Het mineraal hardystoniet is een calcium-zink-silicaat met de chemische formule Ca2ZnSi2O7. Het behoort tot de sorosilicaten.

## Eigenschappen
Het witte, roze of lichtbruine hardystoniet heeft een glasglans, een witte streepkleur en een perfecte splijting volgens het kristalvlak [100] en een redelijke volgens [110]. De gemiddelde dichtheid is 3,4 en de hardheid is 3 tot 4. Het kristalstelsel is tetragonaal en het mineraal is niet radioactief.

## Voorkomen
Het mineraal hardystoniet komt met name voor in gemetamorfoseerde zinkafzettingen. De typelocatie is Franklin, Sussex county, New Jersey, Verenigde Staten.